# Saphenista
Saphenista es un género de polillas tortrícidas categorizado en la tribu Cochylini, de la subfamilia Tortricinae. Fue descrito por Walsingham en 1914.

## Especies
- Saphenista absidata Razowski, 1994
- Saphenista aculeata (Razowski, 1967)
- Saphenista aeraria (Razowski, 1967)
- Saphenista allasia Razowski, 1994
- Saphenista alpha Razowski y Becker, 2007
- Saphenista ambidextria Razowski, 1994
- Saphenista amusa Razowski, 1993
- Saphenista anaxia (Clarke, 1968)
- Saphenista beta Razowski y Becker, 2007
- Saphenista bimaculata Nishida y Adamski, 2004
- Saphenista brunneomaculata Razowski y Wojtusiak, 2008
- Saphenista burrens Razowski, 1993
- Saphenista campalita Razowski, 1993
- Saphenista carchiana Razowski y Becker, 2002
- Saphenista ceteora Razowski y Becker, 2002
- Saphenista chanostium Razowski y Wojtusiak, 2009
- Saphenista chiriboga Razowski y Wojtusiak, 2008
- Saphenista chloromixta Razowski, 1992
- Saphenista chorfascia Razowski y Becker, 2007
- Saphenista cinigmula (Razowski y Becker, 1986)
- Saphenista cnemiodota Razowski, 1994
- Saphenista consectaria Razowski, 1993
- Saphenista consona Razowski y Becker, 1983
- Saphenista constipata Razowski, 1994
- Saphenista consulta Razowski, 1986
- Saphenista contermina Razowski y Becker, 2002
- Saphenista cordifera (Meyrick, 1932)
- Saphenista cryptogramma Razowski y Becker, 1994
- Saphenista cubana Razowski y Becker, 2007
- Saphenista cuscana Razowski y Wojtusiak, 2010
- Saphenista cyphoma Razowski, 1994
- Saphenista delapsa Razowski, 1990
- Saphenista delicatulana (Zeller, 1877)
- Saphenista deliphrobursa (Razowski, 1992)
- Saphenista dexia Razowski y Becker, 1986
- Saphenista discrepans Razowski, 1994
- Saphenista domna (Clarke, 1968)
- Saphenista embolina Razowski, 1984
- Saphenista endomycha Razowski, 1992
- Saphenista eneilema Razowski, 1992
- Saphenista ephimera Razowski, 1992
- Saphenista epiera Razowski, 1992
- Saphenista epipolea Razowski, 1992
- Saphenista eranna Razowski y Becker, 1986
- Saphenista erasmia Razowski, 1992
- Saphenista ereba Razowski, 1992
- Saphenista euprepia Razowski, 1993
- Saphenista fluida Razowski, 1986
- Saphenista frangula (Clarke, 1968)
- Saphenista gilva Razowski y Becker, 1986
- Saphenista glorianda Razowski, 1986
- Saphenista gnathmocera Razowski, 1992
- Saphenista illimis Razowski, 1986
- Saphenista imaginaria Razowski y Becker, 1986
- Saphenista incauta Razowski y Becker, 1986
- Saphenista juvenca Razowski y Becker, 1986
- Saphenista lacteipalpis (Walsingham, 1891)
- Saphenista lassa (Razowski, 1986)
- Saphenista lathridia Razowski y Becker, 1986
- Saphenista leuconigra Razowski y Wojtusiak, 2008
- Saphenista lineata Razowski y Becker, 2002
- Saphenista livida Razowski, 1986
- Saphenista mediocris Razowski, 1986
- Saphenista melema Razowski, 1992
- Saphenista merana Razowski y Becker, 2002
- Saphenista milicha Razowski, 1994
- Saphenista mira Razowski, 1989
- Saphenista muerta Nishida y Adamski, 2004
- Saphenista multistrigata Walsingham, 1914
- Saphenista nauphraga Razowski y Becker, 1983
- Saphenista nephelodes (Clarke, 1968)
- Saphenista nomonana (Kearfott, 1907)
- Saphenista nongrata Razowski, 1986
- Saphenista novaelimae Razowski y Becker, 2007
- Saphenista nuda Razowski y Becker, 1999
- Saphenista ochraurea Razowski y Becker, 2002
- Saphenista omoea Razowski, 1993
- Saphenista onychina Razowski y Becker, 1986
- Saphenista oreada Razowski y Becker, 1986
- Saphenista orescia Razowski y Becker, 1986
- Saphenista orichalcana Razowski y Becker, 1986
- Saphenista paraconsona Razowski y Becker, 2002
- Saphenista pascana Razowski y Wojtusiak, 2010
- Saphenista parvimaculana (Walsingham, 1879)
- Saphenista penai (Clarke, 1968)
- Saphenista peraviae Razowski, 1994
- Saphenista peruviana Razowski, 1993
- Saphenista phenax Razowski, 1994
- Saphenista praefasciata (Meyrick, 1932)
- Saphenista praia Razowski, 1986
- Saphenista pruinosana (Zeller, 1877)
- Saphenista pululahuana Razowski y Wojtusiak, 2008
- Saphenista pyrczi Razowski y Wojtusiak, 2009
- Saphenista rafaeliana Razowski, 1989
- Saphenista rawlinsiana Razowski, 1994
- Saphenista rhabducha Razowski y Becker, 2007
- Saphenista rivadeneirai Razowski y Pelz, 2001
- Saphenista rosariana Razowski y Becker, 2007
- Saphenista rufoscripta Razowski y Wojtusiak, 2010
- Saphenista rufozodion Razowski y Becker, 2002
- Saphenista runtuna Razowski y Wojtusiak, 2009
- Saphenista ryrsiloba Razowski, 1990
- Saphenista saragurae Razowski y Wojtusiak, 2008
- Saphenista saxicolana (Walsingham, 1879)
- Saphenista scalena Razowski y Becker, 2007
- Saphenista sclerorhaphia Razowski y Becker, 1994
- Saphenista semistrigata Forbes, 1931
- Saphenista simillima Razowski y Becker, 2007
- Saphenista solda Razowski, 1994
- Saphenista solisae Razowski y Becker, 2007
- Saphenista sphragidias (Meyrick, 1932)
- Saphenista splendida Razowski y Becker, 2002
- Saphenista storthingoloba Razowski, 1992
- Saphenista subsphragidias Razowski y Becker, 2002
- Saphenista substructa (Meyrick, 1927)
- Saphenista temperata Razowski, 1986
- Saphenista teopiscana Razowski y Becker, 1986
- Saphenista tufinoa Razowski, 1999
- Saphenista turguinoa Razowski y Becker, 2007
- Saphenista xysta Razowski, 1994